# جهانی هولم
جهانی هولم (انگلیسی: Juhani Halme; ۱ دسامبر ۱۹۲۴ – ۱۶ مهٔ ۲۰۰۲)از برندگان مدال‌های بازی‌های المپیک زمستانی و  اهل فنلاند بود.